# Squirt (Pferd)
Squirt war ein 1732 geborener Englischer Vollbluthengst, der als Rennpferd einige Erfolge errang. In die Zuchtgeschichte ging der Hengst aber vor allem ein, weil das Ausnahmepferd Eclipse zu seinen Nachfahren gehört.

## Abstammung
Squirt ist ein Sohn des Hengstes Bleeding Childers. Bleeding Childers lief selbst nie Rennen, weil er nach großen Anstrengungen aus den Nüstern zu bluten begann. Er war trotzdem ein vergleichsweise begehrter Zuchthengst, weil er ein Vollbruder von Flying Childers war, der zu den herausragenden Rennpferden in den 1720er Jahren zählte. Beide Hengste stammten von Darley Arabian ab, einem um 1700 in Syrien geborenen Araberhengst, den Thomas Darley 1704 nach Aldby Park, Buttercrambe bringen ließ, wo die Familie Darley mit diesem Hengst auf ihrem Landsitz zu züchten begann. Mutterstute beider Hengste war Betty Leedes. Zu den Legenden um Flying Childers gehört auch, dass er 3 und 3/4 Meilen in sechs Minuten und 40 Sekunden gelaufen sei. Damit pries William Cavendish, 2. Duke of Devonshire den Hengst an, nachdem er ihn von seinem Züchter Colonel Leonhard Childers erworben hatte. Der Aussage wird heute wenig Bedeutung beigemessen – der Hengst hätte damit die Meile schneller gelaufen als moderne Rennpferde auf sorgfältig präparierten Rennbahnen über kürzere Distanzen.
Flying Childers stand nach dem Ende seiner Rennkarriere auf dem Gestüt des Duke of Devonshire und deckte fast nur Zuchtstuten im Besitz dieses Herzogs. Der für Rennen ungeeignete Bleeding Childers wurde an den Tuchfärber John Bartlett verkauft, der den Hengst in einem Gestüt in Yorkshire halten ließ. Zu den Züchtern, die Stuten von diesem Hengst decken ließen, zählt William Metcalfe, der den auffallend schönen Jährling aus dieser Anpaarung an Charles Colyear, 2. Earl of Portmore verkaufte.

## Rennkarriere

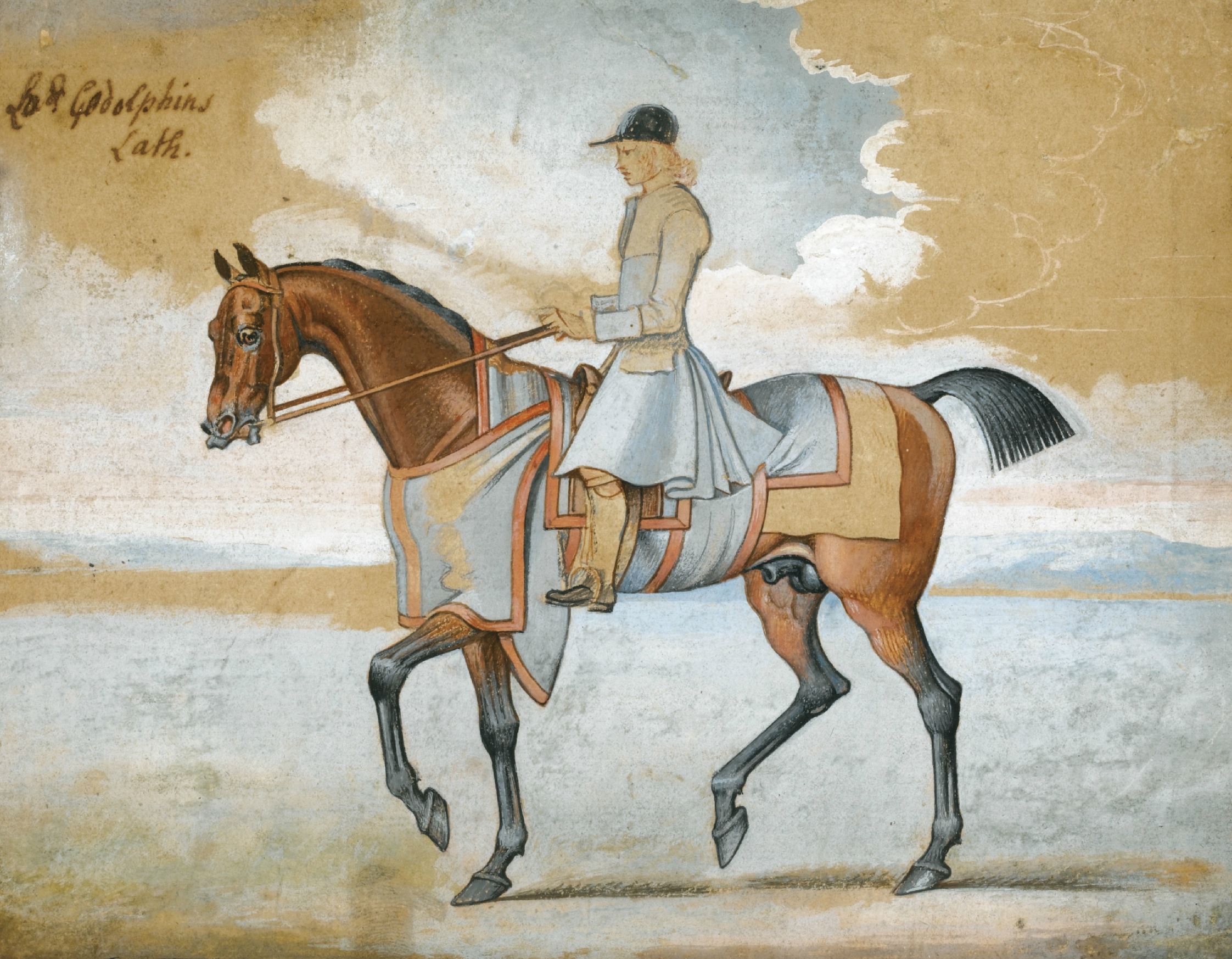
Der Hengst Lath, gegen den Squirt zweimal unterlag.

Der Earl of Portmore blieb Besitzer dieses Hengstes, solange dieser Rennen laufen konnte. Das erste Rennen lief er im April 1737. Zu den wichtigsten Platzierungen gehören
- 1737, Gewinn von 200 Guinee auf dem Rennplatz von Newmarket. Er blieb in dem Rennen jedoch dem Hengst Lath knapp unterlegen. Er war damit auch der erste Nachkomme in rein väterlicher Linie des Darley Arabian, der ein Rennen auf einer regulären Pferderennbahn lief.[4]
- 1738 unterlag er dem Hengst Lath in einem Zweierrennen in Newmarket. Das Rennen war veranstaltet worden, nachdem Squirt im Jahr zuvor Lath knapp unterlegen war.[5]
- 1739, Gewinn von 200 Guinee in Newmarket, 40 Guinee in Epsom, 50 Guinee in Stamford und 30 Pfund Sterling in Winchester.
- 1740, Pokal des Rennens von Salisbury.

Squirt war mit diesen Erfolgen ein zufriedenstellendes Rennpferd. Der Earl of Portmore, der häufiger in finanziellen Schwierigkeiten war, verkaufte dann den Hengst an Sir Henry Harpur für sein Gestüt in Calke Abbey in Derbyshire.

## Nachkommen
Als der Hengst im Gestüt von Sir Henry Harpur ankam, litt er an einer schweren Hufrehe. Hufrehe ist eine diffuse Entzündung der Huflederhaut, wobei sich die Hufkapsel von der Lederhaut ablöst. Der darüber so aufgebrachte Harpur ordnete zunächst an, dass das Pferd getötet werden sollte. Einer der Stallburschen verzögerte jedoch die Tötung und konnte sie ihm ausreden. 
Unter den Nachkommen, die Squirt auf dem Gestüt von Sir Harpur zeugte, zählt der Hengst Marske, aus dem das Ausnahmepferd Eclipse hervorging. Über diesen Hengst ist Squirt der Vorfahre von Rennpferden des 20. Jahrhunderts wie Danehill und Bold Ruler, die beide in Nordamerika gezogen worden sind.

## Pedigree
| Vater Bleeding Childers (GB) 1716             | Darley Arabian 1700     | (unknown)                  | (unknown)          |
| Vater Bleeding Childers (GB) 1716             | Darley Arabian 1700     | (unknown)                  | (unknown)          |
| Vater Bleeding Childers (GB) 1716             | Darley Arabian 1700     | (unknown)                  | (unknown)          |
| Vater Bleeding Childers (GB) 1716             | Darley Arabian 1700     | (unknown)                  | (unknown)          |
| Vater Bleeding Childers (GB) 1716             | Betty Leedes (GB) ~1700 | Old Careless (GB)          | Spanker            |
| Vater Bleeding Childers (GB) 1716             | Betty Leedes (GB) ~1700 | Old Careless (GB)          | Barb Mare          |
| Vater Bleeding Childers (GB) 1716             | Betty Leedes (GB) ~1700 | Cream Cheeks (GB)          | Leedes Arabian     |
| Vater Bleeding Childers (GB) 1716             | Betty Leedes (GB) ~1700 | Cream Cheeks (GB)          | Spanker Mare       |
| Mutter Sister to Old Country Wench (GB) ~1713 | Snake (GB) 1705         | Lister Turk (Tur)          | (unknown)          |
| Mutter Sister to Old Country Wench (GB) ~1713 | Snake (GB) 1705         | Lister Turk (Tur)          | (unknown)          |
| Mutter Sister to Old Country Wench (GB) ~1713 | Snake (GB) 1705         | Hautboy Mare (GB)          | Hautboy            |
| Mutter Sister to Old Country Wench (GB) ~1713 | Snake (GB) 1705         | Hautboy Mare (GB)          | (unknown)          |
| Mutter Sister to Old Country Wench (GB) ~1713 | Grey Wilkes (GB)        | Hautboy (GB)               | Darcy's White Turk |
| Mutter Sister to Old Country Wench (GB) ~1713 | Grey Wilkes (GB)        | Hautboy (GB)               | Royal Mare         |
| Mutter Sister to Old Country Wench (GB) ~1713 | Grey Wilkes (GB)        | Miss Darcy’s Pet Mare (GB) | (unknown)          |
| Mutter Sister to Old Country Wench (GB) ~1713 | Grey Wilkes (GB)        | Miss Darcy’s Pet Mare (GB) | Sedbury Royal Mare |

## Einzelbelege
1. ↑   McGrath: Mr. Darley's Arabian. Kapitel The cross strains now in being are without end, E-Book Position 699.
2. ↑   McGrath: A Groom with a View. Kapitel The cross strains now in being are without end, E-Book Position 732.
3. ↑  McGrath: A Groom with a View. Kapitel The cross strains now in being are without end, E-Book Position 749.
4. ↑  McGrath: Mr. Darley's Arabian. Kapitel A Groom with a View., E-Book Position 749.
5. ↑  McGrath: Mr. Darley's Arabian. Kapitel A Groom with a View., E-Book Position 794.
6. ↑  McGrath: Kapitel A Groom with a View, E-Book Position 795.